# Evaza aurivestis
Evaza aurivestis är en tvåvingeart som beskrevs av James 1969. Evaza aurivestis ingår i släktet Evaza och familjen vapenflugor. Inga underarter finns listade i Catalogue of Life.